# 84991 Bettyphilpotts
84991 Bettyphilpotts è un asteroide della fascia principale. Scoperto nel 2003, presenta un'orbita caratterizzata da un semiasse maggiore pari a 2,6725134 UA e da un'eccentricità di 0,1105192, inclinata di 9,45716° rispetto all'eclittica.